# Jean-Marc Cerino
Jean-Marc Cerino, né à Jallieu le 16 septembre 1965, est un peintre français.

## Biographie
Jean-Marc Cerino vit et travaille à Saint-Étienne. Après des études à l’école des beaux-arts de Saint-Étienne, il développe un travail questionnant tant la perception que les conditions de représentation. Il est représenté par la galerie Sator.

## Œuvre

### Démarche artistique
L’ensemble le plus représentatif des débuts de ce travail est celui que l’artiste a nommé A des amis qui nous ont manqué, réalisé d’après des dessins faits par des déportés des camps nazis,. Recourir à ce type de sources plutôt qu’à des photographies était pour lui, du fait de leurs auteurs (des déportés) la seule condition acceptable pour aborder de front la représentation des camps ; partir du regard de ceux qui avaient vécu l’expérience concentrationnaire dans leur corps.
Ces dessins repris par Jean-Marc Cerino à l’écoline blanche sur des feuilles de papier Japon nacré sont très sensibles aux variations de la lumière, permettant que, vues de face, les figures disparaissent presque complètement et que ce soit sur la marge, de côté, que les figures apparaissent au regard, en positif ou négatif suivant l’incidence de la lumière. Il s’agit de contrarier la vision directe afin de casser tout effet de fascination ou de sidération.
Certaines garanties morales ont été intégrées au processus de réalisation afin de réduire toute tentation de sur-esthétisation : exécution en aveugle (réalisés dans le noir sur une table lumineuse), rapide (1/4 h par dessin) avec interdiction de retoucher le dessin une fois le temps écoulé.
Il s’agit de retirer aux spectateurs l’image nette et immédiate et lui proposer plutôt des images pour lesquelles il faut faire un effort de perception afin de les voir. Mais c’est également rendre les invisibles invisibles pour qu’ils soient vus - ce qui n’est pas le moindre des paradoxes - et amènera Jean-Marc Cerino à se concentrer sur l’utilisation de la couleur blanche : encre de Chine blanche sur film polyester, peintures à la cire blanche sur toile, grisaille blanche recuite sur verre dépoli, serigraphie blanche sur calque. Ces techniques seront utilisées pour d’autres ensembles concernant des groupes humains fragilisés : grévistes, travailleurs immigrés à la retraite, mendiants, patients d’un centre psychothérapique, détenus, sans logis … Jean-Marc Cerino développe alors un travail où la recherche formelle ne se départ jamais des thèmes abordés et où ceux-ci ne sont jamais laissés orphelins d’une forme.
Après avoir représenté, avec les dessins et les peintures en blanc, des êtres fragilisés, où tous, au-delà de leur singularité et de la reconnaissance de leurs visages, sont présentés sur un même fond blanc qui fait communauté et qui fonctionne comme l’activation d’un commun, Jean-Marc Cerino réalise depuis plusieurs années des peintures sur verre à partir de photographies prises pour l’essentiel par des anonymes. Ce qui revient à représenter le monde vu potentiellement par tous, en tout cas par un commun. Et qui constitue ce que l’artiste nomme un regard partagé du monde. Un travail qui a fait l’objet d’un livre en 2021, La reprise et l’éveil : Essai sur l’oeuvre de Jean-Marc Cerino par Jean-Christophe Bailly aux Éditions Macula. Dans cet essai, l’auteur nous projette dans cette façon qu’a Jean-Marc Cerino « de reprendre les photographies pour les éveiller, par la peinture, à leur sens disparu ». « La puissance mélancolique à l’œuvre dans ce travail agit aussi comme une relecture critique de ce que l’Histoire nous a laissé en dépôt et, à travers elle, c’est alors la chance d’une peinture d’histoire entièrement nouvelle » qui est proposée.

### Activités connexes
Au côté de son fondateur, Philippe Roux, Jean-Marc Cerino est, depuis son numéro 2 en 2007, un membre historique de la revue De(s)générations, ; plusieurs numéros ont accueilli certaines de ses œuvres. Il a participé à la rédaction d’éditoriaux (n°7 Ligne de tir, n°12 Peuple des voix, n°13 L’exception commune, n°16 Rejets urbains, n°18 Vies anonymes, n°26 Au-delà ici même, n°30 Inhospitalités, n°31 Démocrature défiliation) ainsi qu’à un certain nombre d’entretiens (Michel Agier, Jean-Christophe Bailly, Ludivine Bantigny, Jérôme Baschet, Alain Bertho, Patrick Boucheron, Fabienne Brugère, Eric Hazan, Guillaume Le Blanc, Andreas Malm, Philippe Mesnard, Jean-Luc Nancy).
Il est le responsable des rencontres de l’Esban Dans quel monde vivons-nous ? qui se déroulent à Nîmes (Michel Agier, Jean-Christophe Bailly, François Cusset, Elsa Dorlin, Marin Fouqué, Paul Guillibert, Marie José Mondzain, Jean-Luc Nancy, Charles Pennequin, Nathalie Quintane, Kristin Ross).
Il co-dirige la collection “Fragments du bord du monde“.

## Expositions

### Expositions sourcées depuis 2008[10]
Jean-Marc Cerino participe régulièrement à des expositions en France et à l’étranger, tant dans des lieux institutionnels (Musées, Centres d’art) que dans des galeries.
- 2025 :
  - Dessins contemporains, Centre d'art contemporain, Saint Restitut.
  - Effondrements et tremblements, Galerie Sator-Komunuma, Romainville (solo)[11],[12],[13].

- 2024 :
  - En résistance. Missak, Mélinée et les Autre, Cpa, Valence[14].
  - Quinzaine Louise Michel, Chok théâtre, Saint-Étienne[15].
  - Collection Artissima, Le Moulin, Rochetaillée-sur-Saône[16].
  - h(H)istoires, volet 2, Galerie Sator-Komunuma, Romainville.
  - h(H)istoires, volet 1, Fondation Bullukian, Lyon[17],[18],[19].
  - Un nouveau jour, Galerie Saint-Séverin, Paris (solo)[20].
- 2023 : 
  - Formes de la ruine, musée des Beaux-Arts de Lyon[21],[22].
- 2022 : 
  - Retourner voir, H2M - Espace d'art contemporain, Bourg-en-Bresse[23].
  - Fragments, Galerie Sator, Komunuma, Romainville (solo)[24].
  - La Reprise et l'Éveil (accrochage/rencontre), Galerie Sator, Marais, Paris (solo)[25].
- 2021 :
  - À la mort, à la vie ! Vanités d'hier et d'aujourd'hui, Musée des Beaux-Arts de Lyon[26].
  - Reprendre n’est pas voler, Les limbes, Saint-Etienne (solo)[27].
  - Paysage de mémoire, Cpa, Valence[28].

- 2020 : 
  - Vitraux d’artistes, Abbaye Royale de Fontevraud[29],[30],[31].
- 2019 : 
  - Marie-Louise et Passe-Partout jouent sur tous les tableaux, Galerie Giardi, Saint-Etienne (solo)[32],[33].
  - Go down the mountain, Mijanès[34],[35].
  - De(s)générations #2, Les Limbes, Saint-Etienne[36],[37].
- 2018 : 
  - Le vestige d'un vol, Galerie Sator, Paris (solo)[38],[39],[40],[41],[42]
  - The Shadow of Presence II, tribute to Galerie C. Cartwright, Galerie T. Marlat, Paris[43].
  - Le vitrail contemporain - Une proposition faite à la lumière, Couvent de la Tourette[44],[45],[46].
  - «Dix huit », un monde nouveau, Centre d'art contemporain, Saint Restitut[47].
  - Wormholes #2, La Ruche, Paris[48].
- 2017 :
  - Les imaginaires d'un monde in-tranquille, Centre d'art de Meymac[49].
  - Être et avoir, (collecte), Hôtel Rivet, Nîmes[50].
  - Le dessin, autrement, Espace d'art contemporain, Thonon-les-Bains[51].
  - Drawing Now Galerie Sator (focus), Carreau du Temple, Paris[52].
- 2016 :
  - Zeitgeist, Galerie C, Neuchâtel, Suisse[53].
  - La peinture à l'huile, c'est bien difficile..., FRAC LR, Montpellier[54].
  - L'oeil du collectionneur, Musée d'art moderne et contemporain de Strasbourg[55].
  - Comme une brise d'accalmie, Galerie Bernard Ceysson, Saint-Etienne (solo)[56].
  - De(s)générations #1, GAC, Groupe d’Art Contemporain, Annonay[57].
- 2015 :
  - Les glaneurs de rêves, Jean-Marc Cerino / Pablo Garcia, Galerie Sator, Paris (duo)[58].
  - Retour sur l'abîme - L'art à l'épreuve du génocide, Le 19, CRAC, Montbéliard[59] et  le Musée des Beaux-Arts, Belfort[60],[61].
  - Au bord du jour, IN SITU, Prieuré de Marcevol (solo)[62].
- 2014 : 
  - À feu et à sang – La guerre revisitée, Le 19, CRAC, Montbéliard[63].
  - Ne pas se séparer du monde, Oujda, Maroc[64].
  - Le grain des jours, Musée des beaux-arts de Dole (solo)[65],[66],[67],[68]
  - Imago, Jean-Marc Cerino / Nicolas Daubanes, Galerie AL/MA, Montpellier (duo)[69].
- 2013 : 
  - Quatorze – 1914/2014, Centre d'art contemporain, Saint Restitut[70].
  - Dans les ruines, Jean-Marc Cerino / Éric Manigaud, Espace Incognito, Paris (duo)[71].
  - Erinnern, Musée de Göppingen, Allemagne[72].
  - Le réel, des rêves, un monde, Galerie Bernard Ceysson, Paris (solo)[73],[74].
- 2012 : 
  - Dreams & ruins, Galerie d'art moderne de Sarajevo, Bosnie-Herzégovine[75].
  - Kairo offene stadt, Musée de la Photographie, Braunschweig, Allemagne[76].
- 2011 :
  - L’art dans les chapelles, Chapelle Saint-Adrien, Saint-Barthélémy, Bretagne[77].
  - Orientations, Daejeon Museum of Art, Daejeon, Corée du Sud[78].
  - Bagarre générale - 5 ans, Galerie Bernard Ceysson, Saint-Étienne[79].
- 2010 : 
  - Promenade n°3, Nova Galerija, Belgrade, Serbie.
  - Que nuages, Musée d'Histoire Jean Garcin, Fontaine de Vaucluse[80],[81].
  - Le visage de la peinture, Galerie Bernard Ceysson, Saint-Étienne (solo)[82].
  - Transparence, Galerie Univer, Paris[83],[84].
- 2009 :
  - Who’s afraid of design ?, Cité du design, Saint-Étienne[85].
  - Bagarre Générale, Galerie Bernard Ceysson, Saint-Étienne[86].
- 2008 :
  - On.line, dessins contemporains, Angle art contemporain, Saint-Paul-Trois-Châteaux[87].
  - Dans les lanières des seuils, Monastère royal de Brou, Bourg-en-Bresse (solo)[88].
  - Le visage qui s'efface, de Giacometti à Baselitz, Hôtel des Arts, Toulon[89].
  - Classeurs, Centre des livres d'artistes, Galerie du CAUE, Limoges[90].

### Commandes
- 2011 :  Inauguration de la commande de la chapelle du Père Lataste, Couvent des dominicaines de Béthanie, Montferrand-le-Château[91],[92]
- 2007 :  Inauguration de la commande publique (commande d'État) pour le chœur de l’Église de Vassieux-en-Vercors réalisée par Jean-Marc Cerino et Carmelo Zagari[93]

## Catalogues personnels
Des philosophes, des critiques d'art ont consacré des textes au travail de Jean-Marc Cerino dans ses catalogues personnels, croisant les éclairages et les regards.
- La reprise et l'éveil : Essai sur l'oeuvre de Jean-Marc Cerino, Jean-Christophe Bailly, Éditions Macula, 2021[94],[95],[96],[97].
- L’effacement comme trace, Jean-Christophe Bailly, Ce rien délivré, Amélie Lavin, Reprises, passages : l’inventaire au noir, Xavier Vert in Le grain des jours, Musée des beaux-arts de Dole et Ceysson éditions d'Art, 2014.
- Des yeux pour ne pas voir, Anne Favier in Le visage de la peinture, Galerie Bernard Ceysson édition, 2010.
- Inventaire après liquidation, Karim Ghaddab, Survivre aux murs, John Berger in Dans les lanières des seuils, Fage édition, 2008.
- L’inconvenance du corps, Daniel Dobbels, Collection Hôtel Rivet, #22, 2008.
- Songe de seuils, texte de Bernard Ceysson, Galerie Bernard Ceysson, 2007.
- Le temps de la prison, Bernard Stiegler in Dépositions III, SPIP et Musée d’Art Moderne de Saint-Étienne, 2006.
- Lettre à un ami que je ne connais pas, Guillaume le Blanc in Dépositions II, Musée de Bourgoin-Jallieu, 2009.
- Le lieu en offrande, Michel Gaillot, in Dépositions I, Villa du Parc, 2005.
- L'impression de la mémoire, Itzhak Goldberg in Savoir, c'est se souvenir, Musée de Bourgoin-Jallieu, 2000.
- "Esse, est percipi" , Jean-Claude Conésa, Passage, Jean-Luc Nancy, in Passages I, Éditions des Cahiers Intempestifs, 1999